# С поличным
«С поличным» (англ. Caught In the Act) — телефильм.

## Сюжет
Бывший актёр Скотт в настоящий момент подрабатывает преподавательской работой. Но у него куча долгов. И он вынужден давать и частные уроки. Ему подворачивается неплохая клиентка — бывшая официантка, которая хочет стать его ученицей.
Через некоторое время на счёт актёра приходят 20 000 долларов. Он удивлён, но вынужден воспользоваться деньгами, так как находится в долгах. Затем ему перечисляют уже 10 млн долларов. И Скотт начинает понимать что его используют втёмную в какой то страшной игре. Пользуясь своим актёрским даром, он пытается выяснить всю правду и выйти из этой истории.

## В ролях
- Грегори Харрисон — Скотт Макналли
- Лесли Хоуп — Рэйчел
- Патриша Кларксон — Мэг
- Кимберли Скотт[англ.] — Уилсон
- Кевин Тай — полицейский детектив

## Интересные факты
- Фильм был снят специально для телевидения.